# Ялівець Віргінський (Кам'янець-Подільський, вул. Гунська, 5)
Яліве́ць Віргі́нський — ботанічна пам'ятка природи місцевого значення в Україні. Розташована в межах міста Кам'янець-Подільський, вул. Гунська, 5. 
Площа 0,01 га. Статус надано згідно з розпорядженням облвиконкому від 11.06.1970 року № 156-р«б». Перебуває у віданні: КП «Кам'янецький парк». 
Статус надано з метою збереження одного екземпляра декоративного дерева — ялівця віргінського (Juniperus virginiana) віком понад 110 років. 